# Aspilota vodara
Aspilota vodara är en stekelart som beskrevs av Papp 2008. Aspilota vodara ingår i släktet Aspilota och familjen bracksteklar. Inga underarter finns listade.